# Bořivoj Petrák
Bořivoj Petrák (3. července 1926 Jaroměřice nad Rokytnou – 20. ledna 2014 České Budějovice) byl český sportovní psycholog, sociolog, vysokoškolský učitel, trenér, a sokolský činovník.

## Život
Narodil se v Jaroměřicích nad Rokytnou v roce 1926. Vystudoval tělesnou výchovu a působil jako trenér atletiky. Od roku 1951 pracoval jako trenér v atletickém týmu Motorpal Jihlava, později ve Škodě České Budějovice, od roku 1990 transformované na Sokol České Budějovice. Mezi jeho svěřence patřil Milan Jílek či Milena Tebichová. Řadu let byl proděkanem Pedagogické fakulty v Českých Budějovicích. V letech 1990 až 1994 byl vedoucím katedry sociálních a politických věd na Fakultě tělesné výchovy a sportu Univerzity Karlovy. Přednášel také na Univerzitě Pardubice.
V roce 1990 se stal prvním starostou obnovené Československé obce sokolské. V roce 1990 udělil prezidentu Václavu Havlovi čestné členství v Sokolské organizaci. Od roku 1990 působil také v Masarykově demokratickém hnutí. V druhé polovině 90. let působil jako předseda Matice české při Národním muzeu v Praze. V roce 2000 mu byla udělena pamětní medaile Univerzity Pardubice. Zemřel 20. ledna 2014 v Českých Budějovicích.

### Publikace
- Cvičebnost žáků škol třetího stupně na venkově, Filozofická fakulta Univerzity Karlovy 1950.
- Sociologie a tělesná kultura: úvod do sociologie tělesné kultury, Státní pedagogické nakladatelství 1967.
- DVOŘÁKOVÁ, Zora. T.G. Masaryk, Sokol a dnešek. Československá obec sokolská 1991. Spoluautor knihy. ISBN 978-80-9001-32-30.

### Odborné články
- Otokar Březina a současnost. Otakar Březina a současnost. 1996. ISBN 80-85571-08-0.
- Idea slovanství ve světle názorů sociologa Emanuela Chalupného. K úloze Slovanů v historii a současnosti 1998. ISBN 80-239-0310-1.
- Virtuální středoevropská demokratická unie třešťského rodáka Josefa Aloise Schumpetera. Evropa-kultura-region 2001. ISSN 1213-3485.